# Canvi de variable
El canvi de variables és un procés matemàtic que consisteix a substituir una variable o fins i tot una funció per una altra funció d'aquesta o un altre paràmetre. Aquest procés és una de les principals eines per simplificar fórmules algebraiques o, de manera més general, equacions.
La intenció és expressar el problema en noves variables, de manera que esdevingui més simple o més senzill d'entendre.
Aquest procés també es pot aplicar per simplificar el càlcul d'una suma o d'un producte (per exemple, permetent l'agrupació de termes similars).
En la resolució d'integrals s'utilitza el mètode d'integració per canvi de variable o substitució. Anàlogament, també es fa servir el canvi de variables en la diferenciació mitjançant la regla de la cadena.
Un altre exemple és la transformació de coordenades, de coordenades cartesianes {\displaystyle (x,y)}, a coordenades polars {\displaystyle (r,\theta )}:
{\displaystyle \displaystyle (x,y)=\Phi (r,\theta )} on {\displaystyle \displaystyle \Phi (r,\theta )=(r\cos(\theta ),r\sin(\theta )).}